# Barbara Borowiecka

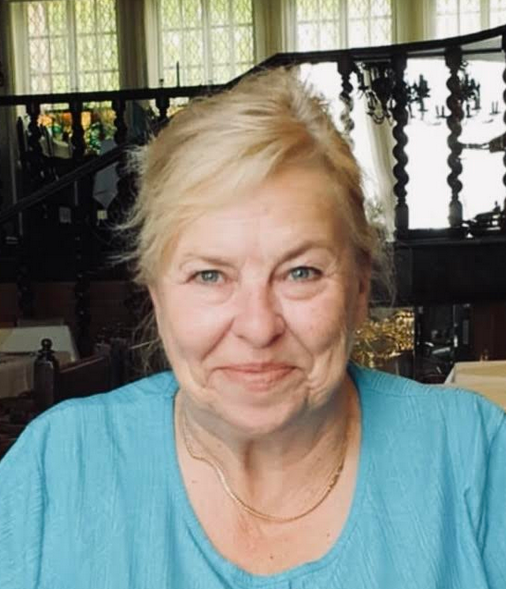
Barbara Borowiecka

Barbara Borowiecka (ur. 9 września 1956 w Gdańsku) – polska malarka mieszkająca w Australii, społecznik. Jest jedną z osób, która publicznie opowiedziały o swoich doświadczeniach związanych z wykorzystywania seksualnego dzieci w Kościele katolickim w Polsce. Laureatka nagrody „Stającym w imię zasad” przyznawanej przez stowarzyszenie Obywatele RP.
Jej świadectwo było przedmiotem reportażu Bożeny Aksamit w Gazecie Wyborczej pt. „Sekret Świętej Brygidy. Dlaczego Kościół przez lata pozwalał księdzu Jankowskiemu wykorzystywać dzieci?”. W reportażu tym opisano historię molestowania małoletniej Barbary Borowieckiej przez prałata Henryka Jankowskiego (ówczesnego wikarego w kościele św. Barbary w Gdańsku). Reportaż Bożeny Aksamit oraz liczne wywiady prasowe i telewizyjne Barbary Borowieckiej przyczyniły się do szerokiej debaty publicznej na temat pedofilii w Kościele katolickim w Polsce, a głos Barbary Borowieckiej stanowił wsparcie dla ofiar przemocy seksualnej w dochodzeniu przez nie sprawiedliwości i podnoszenia świadomości społecznej na temat tego problemu.

## Życiorys
Wychowywała się w domu przy ulicy Łąkowej, głównej ulicy gdańskiej dzielnicy Dolne Miasto. Wedle świadectwa Barbary Borowieckej pomiędzy 1968 a 1970 doświadczyła wielokrotnych napaści na tle seksualnym przez Henryka Jankowskiego. Miała wówczas od 11 do 13 lat.
O świadectwie Barbary Borowieckiej odnośnie do wykorzystania seksualnego przez Henryka Jankowskiego informowały media polskie i zagraniczne m.in. „The Washington Post”, czy „The New York Times”.
W latach 70. XX wieku w wieku 23 lat wyemigrowała do Australii, prowadziła kawiarnię w Perth. Ma dwie dorosłe córki.
W marcu 2020 wniosła pozew przeciwko archidiecezji gdańskiej, domagając się przeprosin za krzywdy wyrządzone jej przez prałata Henryka Jankowskiego oraz za to, jak została potraktowana przez Kościół katolicki po ich ujawnieniu. W 2022 wycofała pozew twierdząc, że „Nie mam siły walczyć z kościelnymi wiatrakami. Po prostu mam dość zmagań z instytucją niewrażliwą na ludzką krzywdę. Głową muru nie przebiję”.

## Twórczość

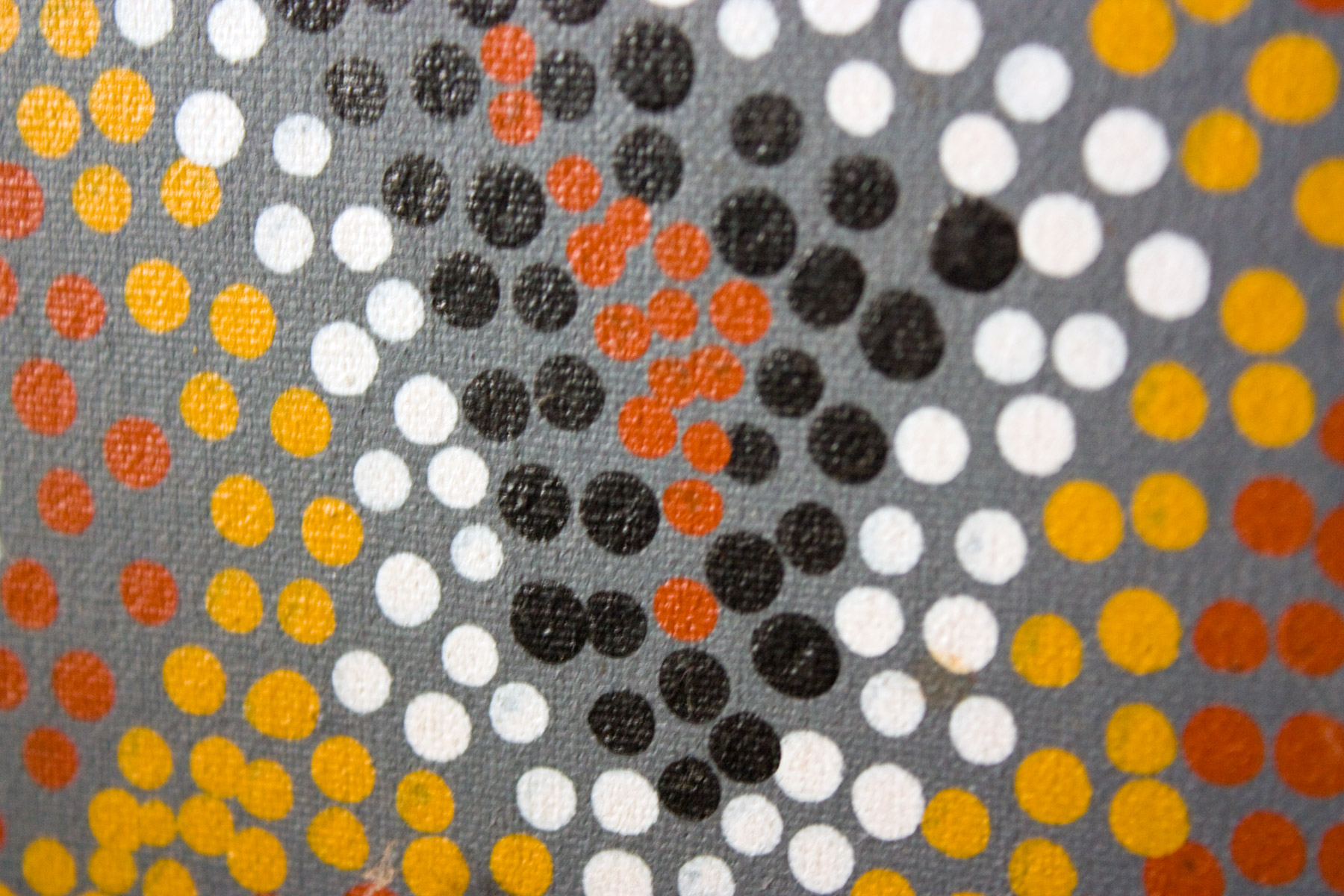
Barbara Borowiecka używa aborygeńskiej techniki malarskiej „dot-painting” („kropkowania”)

Barbara Borowiecka jest artystką tworzącą obrazy w aborygeńskiej technice kropkowania (ang.dot-painting), uczyła się jej w latach 80. XX wieku od starszyzny australijskiej ludności rdzennej. W 2022 w Gdańskiej Galerii Zmysłów odbył się wernisaż jej prac pt. „Nie ma pieśni, nie ma reguł” wraz z innym twórcą aborygeńskim Wayne’em Penny („Bomber”).
Wśród prac, które zostały wystawione podczas gdańskiego wernisażu była jedna poświęcona ks. Janowi Kaczkowskiemu. Inną pracą, którą można było obejrzeć w Gdańsku, był kolaż „Czas w przestrzeni”.

## Nawiązania w kulturze
Na jej życie wpływ miał ks. Jan Kaczkowski, którego poznała w 2015. Historia ich przyjaźni opisana została w książce „Sztuka czułości” Joanny Podsadeckiej (2017). Autorka „Sztuki czułości” wydała 10 grudnia 2018 oświadczenie, że historia molestowania Barbary Borowieckiej przez Jankowskiego została wcześniej opisana w jej książce, ale z uwagi na dobro bohaterki, dziennikarka nie zdecydowała się podać nazwiska oprawcy.
W nocy z 20 na 21 lutego 2019 doszło do obalenia pomnika ks. Henryka Jankowskiego, który stał niedaleko bazyliki św. Brygidy w Gdańsku. Trzej mieszkańcy stolicy – Rafał Suszek, Michał Wojcieszczuk i Konrad Korzeniowski – przyczepili do pomnika linę i przewrócili go na przygotowane wcześniej opony samochodowe. Mężczyźni ułożyli na figurze duchownego strój ministranta i dziecięcą bieliznę, jako symbole ofiar Henryka Jankowskiego, które były molestowane seksualnie przez zmarłego w 2010 wieloletniego proboszcza parafii św. Brygidy. Akcję bezpośrednią poprzedził opublikowany przez mężczyzn manifest, w którym bezpośrednio przywołano świadectwo Barbary Borowieckiej jako motyw swojego czynu. Na kanwie obalenia pomnika udokumentowanego w filmie „Tylko nie mów nikomu” Tomasza Sekielskiego i Marka Sekielskiego, punkowy zespół „Uliczny Opryszek” nagrał utwór „Prałat” bezpośrednio odwołujący się do tego wydarzenia.
W 2021 Maria Peszek wydała album „Ave Maria”, na którym znajduje się utwór „Barbarka” nawiązujący do historii molestowania Borowieckiej przez prałata Henryka Jankowskiego. W dniu 27 maja 2022 w klubie Stodoła podczas koncertu Marii Peszek w Warszawie Obywatele RP wręczyli Barbarze Borowieckiej statuetkę „Stającym w imię zasad”.